# Zarzar
Zarzar (persiska: زرزر, رَز زَرزَر) är en ort i Iran.   Den ligger i provinsen Zanjan, i den nordvästra delen av landet, 270 km väster om huvudstaden Teheran. Zarzar ligger 1 746 meter över havet och antalet invånare är 608.
Terrängen runt Zarzar är platt åt nordost, men åt sydväst är den kuperad. Runt Zarzar är det ganska glesbefolkat, med 34 invånare per kvadratkilometer. Närmaste större samhälle är Sojās, 10,9 km sydost om Zarzar. Trakten runt Zarzar består i huvudsak av gräsmarker.